# 芬利·诺克斯
芬利·诺克斯（英語：Finlay Knox，2001年1月8日—），加拿大男子游泳运动员，2018年夏季青年奥林匹克运动会男子200米个人混合泳铜牌得主、2022年英联邦运动会男子4×100米自由泳接力铜牌得主、2024年世界游泳锦标赛男子200米个人混合泳金牌得主。